# Motorik
Motorik (av latinets motor, "det som sätter något i rörelse") betyder rörelsemönster och rörelseförmåga. Motorik betecknar processer som involverar kroppens muskler, och kan delas in i två delar: grovmotorik respektive finmotorik.
Grovmotorik är större rörelser som engagerar armarna, benen, fötterna eller hela kroppen, till exempel att krypa, springa och hoppa. Finmotorik är sådant som att plocka upp saker mellan tumme och pekfinger, vicka med tårna i sand eller läppar och tunga till att smaka eller känna på saker.
Grov- och finmotorik utvecklas parallellt eftersom många aktiviteter kräver koordination av båda två. Vid tre månaders ålder kan ett barn ofta föra samman händerna i ryggläge (grovmotorik) och sedan leka med händerna (finmotorik). En 18-månadersbebis som leker med en sorteringslåda använder sin grovmotorik till att hålla kroppen upprätt och stadig och finmotoriken till att vända och vrida på klossarna så att de passar i hålen.
Enligt Penney Hames, barnpsykolog,[källa behövs] kan man uppmuntra barn att använda och utveckla både grov- och finmotorik genom att iaktta hur de använder sina fingrar, armar och ben och sedan iscensätta situationer som stimulerar samma typ av rörelser, men i något annan form, till exempel med andra leksaker, från ett annat utgångsläge eller någon annan lagom stor utmaning. En bra aktivitet utgör en lagom stor utmaning.